# Kun Árpád
Kun Árpád (Sopron, 1965. március 22. –) József Attila-díjas magyar magyar író, költő, műfordító.

## Életpályája
Szülei: Kun Mihály és Szalay Ágnes. 1984-től jelennek meg írásai. 1985–1991 között az ELTE BTK magyar-történelem szakos hallgatója volt, majd 1991–1994 között a Széphalom Könyvműhely irodalmi szerkesztőjeként dolgozott. 1995-től a párizsi Sorbonne-on tanult, francia irodalomból diplomázott. 1996-tól az ELTE BTK esztétika szakán is tanult. 2003 és 2005 között a bordeaux-i egyetemen volt magyar lektor. 2006 óta feleségével és négy gyermekével Norvégiában lakik, szépirodalmi tevékenységén kívül időskorúak mellett dolgozik házi kisegítőként.

## Művei
- Ilion (versek, 1989)
- Bál (versek, 1991)
- Esőkönyv (novellaciklus, 1995)
- Medárdus énekel (versek, 1998)
- Véletlen madár (versek, 2003)
- Szülsz (versek, 2011)
- Boldog észak. Aimé Billion mesél (regény, Magvető Kiadó, Bp., 2013)
- Megint hazavárunk (regény, Magvető, Bp., 2016)
- Mutlu kuzey. Roman (Boldog észak); törökre ford. Leyla Önal; Alakarga, Isztambul, 2016
- Takarító férfi; Magvető, Bp., 2022

## Díjai
- Holmi kritikapályázatának fődíja (1992)
- Móricz Zsigmond-ösztöndíj (1993)
- Soros-ösztöndíj (1995-1996, 1999)
- Magyar Állami Eötvös Ösztöndíj (1996–1997)
- Déry Tibor-díj (2000)
- NKA alkotói ösztöndíj (2011)
- József Attila-díj (2013)
- AEGON művészeti díj (2014)